# Kærlighed ved Hoffet
Kærlighed ved Hoffet è un cortometraggio muto del 1912 diretto da Jørgen Lund e da Søren Nielsen. Il film (il cui titolo, tradotto letteralmente, sarebbe Amore a corte) racconta la vicenda alla corte danese del medico Johann Friedrich Struensee, de facto reggente della Danimarca dal 1771 al 1772. Struensee venne interpretato da Edward Jacobsen, la giovane regina Caroline Mathilde, che divenne amante di Struensee, da Sigrid Creutz Hindborg. Nel ruolo di Cristiano VII, re di Danimarca, l'attore Elith Petersen.

## Produzione
Il film fu prodotto dalla Filmfabrikken Skandinavien. Molte delle scene del film, che è ambientato nel 1770, vennero girate di fronte al castello di Frederiksberg e più di una volta si vedeva chiaramente una bici parcheggiata contro il muro del castello.

## Distribuzione
Distribuito dalla Biorama, uscì nelle sale danesi il 16 ottobre 1912.